# Larabicus quadrilineatus
Larabicus quadrilineatus là loài cá biển duy nhất thuộc chi Larabicus trong họ Cá bàng chài. Loài cá này được mô tả lần đầu tiên vào năm 1835.

## Từ nguyên
Từ định danh của chi được cho là một "sự kết hợp tùy ý giữa các chữ cái", có thể được ghép từ la, hai ký tự đầu trong Labrus (chi điển hình của họ Cá bàng chài), và arabicus ("thuộc về Ả Rập"), hàm ý đề cập đến việc loài này xuất hiện ở biển Ả Rập.
Tiền tố quadri trong tiếng Latinh có nghĩa là "bốn", còn lineatus có nghĩa là "có các dải sọc", hàm ý đề cập đến các dải sọc màu xanh lam trên thân của cá con thuộc loài này.

## Phạm vi phân bố và môi trường sống
L. quadrilineatus có phạm vi phân bố tại Biển Đỏ và vịnh Aden. Loài này sống gần các rạn san hô viền bờ ở độ sâu tối thiểu dược ghi nhận là 15 m.

## Mô tả
Chiều dài cơ thể tối đa được ghi nhận ở L. quadrilineatus là 11,5 cm. Cá trưởng thành có màu xanh lam rất thẫm (gần như là màu đen), với một vệt cong màu lam nhạt hơn ở dưới mắt. Vây lưng, vây bụng và vây hậu môn có một dải màu lam nhạt viền ở rìa. Vây đuôi cụt ở cá trưởng thành, có màu trắng nhạt ở rìa sau. Cá con có màu lam thẫm với hai dải sọc màu lam nhạt ở mỗi bên thân. Đuôi bo tròn, có vệt đen lớn ở rìa sau. Phía sau của vây lưng và vây hậu môn có thêm đốm đen. Vây ngực trong suốt.

## Sinh thái và hành vi
Thức ăn của cá trưởng thành là các polyp san hô. Cá con được xem là những "người dọn vệ sinh", vì chúng ăn ký sinh bám trên cơ thể các loài cá lớn hơn.
Tuy được xem là một loài cá cảnh, L. quadrilineatus không được đánh giá cao bởi giới nuôi cá cảnh vì chúng có thể phá hủy san hô trong bể cá.